# به‌لیموی حبشی
به‌لیموی حبشی (نام علمی: Lippia abyssinica) نام یک گونه از سرده به‌لیمو است.